# Leandro Altair Machado
1. WEITERLEITUNG Leandro Machado